# Алес (Ористано)
Алес (итал. Ales) је насеље у Италији у округу Ористано, региону Сардинија.
Према процени из 2011. у насељу је живело 1300 становника. Насеље се налази на надморској висини од 186 м.

## Становништво
Према резултатима пописа становништва 2011. у општини је живело 1.515 становника.
| 1936. | 1951. | 1961. | 1971. | 1981. | 1991. | 2001. | 2011. |
| ----- | ----- | ----- | ----- | ----- | ----- | ----- | ----- |
| 1.874 | 2.305 | 2.152 | 1.844 | 1.807 | 1.691 | 1.628 | 1.515 |